# Quisia Guicho
Quisia Yanelli Guicho Recio (Chihuahua, 12 de septiembre de 1987) es una deportista mexicana especialista en Halterofilia en la categoría de 58 kg ganadora de una medalla de oro y dos de bronce en el Campeonato Centroamericano en Guatemala en el año 2017, y obtuvo medalla de bronce en Toronto, Canadá  2015. Ha participado en varios campeonatos mundiales y centroamericanos desde el año del 2009.

## Biografía
Quisia nació el 12 de septiembre de 1987, y en el año del 2009 a la edad de 22 años, fue su primera participación en campeonatos mundiales, obteniendo el cuarto lugar en dos tiempos. Después participó en el Campeonato Panamericano de Chile en 2012, obteniendo el cuarto lugar en dos tiempos. Posteriormente participó en el campeonato del mundo en Polonia, y en los Panamericanos el mismo año celebrados en Caracas, Venezuela teniendo, obteniendo el cuarto y octavo lugares. En el 2015 ganó la medalla de bronce en los juegos panamericanos en Toronto, Canadá. Posteriormente en 2016 compitió en los juegos panamericanos de Colombia. En 2017 participó en el campeonato centroamericano en Guatemala obteniendo la medalla de oro, así como dos más de bronce

## Campeonatos Importantes en su carrera[3]
- 2009
  - 23/11/2009 - Campeonato del Mundo - -58 kg femenino - Total : 7.º
  - 23/11/2009 - Campeonato del Mundo - -58 kg femenino - Arrancada : 7.º
  - 23/11/2009 - Campeonato del Mundo - -58 kg femenino - Dos tiempos : 8.º
- 2012
  - 13/05/2012 - Campeonatos Panamericanos - 53 - 58 kg femenino - Total : 4.º
  - 13/05/2012 - Campeonatos Panamericanos - 53 - 58 kg femenino - Arrancada : 4.º
  - 13/05/2012 - Campeonatos Panamericanos - 53 - 58 kg femenino - Dos Tiempos : 5.º
- 2013
  - 26/06/2013 - Campeonatos Panamericanos - 53 - 58 kg femenino - Total : 5.º
  - 26/06/2013 - Campeonatos Panamericanos - 53 - 58 kg femenino - Arrancada : 3.º
  - 26/06/2013 - Campeonatos Panamericanos - 53 - 58 kg femenino - Dos Tiempos : 5.º
  - 22/10/2013 - Campeonato del Mundo - -58 kg femenino - Total : 9mo
  - 22/10/2013 - Campeonato del Mundo - -58 kg femenino - Dos tiempos : 9mo
- 2015
  - 12/07/2015 - Juegos Panamericanos - 53 - 58 kg femenino : 3.º
- 2016
  - 08/06/2016 - Campeonatos Panamericanos - 53 - 58 kg femenino - Total : 6.º
  - 08/06/2016 - Campeonatos Panamericanos - 53 - 58 kg femenino - Arrancada : 8.º
  - 08/06/2016 - Campeonatos Panamericanos - 53 - 58 kg femenino - Dos Tiempos : 6.º
- 2017
  - 30/11/2017 - Campeonato del Mundo - 53 - 58 kg femenino - Total : 6.º
  - 30/11/2017 - Campeonato del Mundo - 53 - 58 kg femenino - Arrancada : 8.º
  - 30/11/2017 - Campeonato del Mundo - 53 - 58 kg femenino - Dos tiemp